# داريوس خوندجي
داريوس خوندجي (بالفرنسية: Darius Khondji )‏ (و. 1955  م) هو مصور سينمائي، ومصمم إضاءة فرنسي، ولد في طهران، بدأ مشواره المهني سنة 1984.

## التعليم
تعلم في جامعة كاليفورنيا، لوس أنجلوس، وتعلم في مدرسة تيش العليا للفنون.

## جوائز وترشيحات
حصل على جوائز منها:
- جائزة الأوسكار لأفضل تصوير سينمائي، عن عمل: إيفيتا

ترشح لـ:
جائزة الأوسكار لأفضل تصوير سينمائي، عن عمل: إيفيتا.

## وصلات خارجية
- داريوس خوندجي على موقع IMDb (الإنجليزية)
- داريوس خوندجي على موقع قاعدة بيانات الأفلام العربية
- داريوس خوندجي على موقع ألو سيني (الفرنسية)
- داريوس خوندجي على موقع أول موفي (الإنجليزية)
- داريوس خوندجي على موقع بوكس أوفيس موجو (الإنجليزية)
- داريوس خوندجي على موقع قاعدة بيانات الأفلام السويدية (السويدية)
- داريوس خوندجي على موقع ديسكوغز (الإنجليزية)
- داريوس خوندجي على موقع قاعدة بيانات الفيلم (الإنجليزية)
- داريوس خوندجي على موقع كينوبويسك (الروسية)